# Francisco Ortego
Francisco Javier Ortego y Vereda, né à Madrid en 1833 et mort à Colombes le 12 octobre 1881, est un peintre académique espagnol, surtout connu pour son tableau La Mort de Christophe Colomb.

## Biographie
Francisco Javier Ortego y Vereda naît à Madrid en 1833.
Ortego a étudié à l'académie royale des beaux-arts de San Fernando à Madrid. Il a ensuite résidé à Barcelone.
Ortego a eu aussi une carrière d'illustrateur pour divers journaux et revues, dessinant parfois des caricatures et des scènes humoristiques, et surtout des types populaires. Il illustre aussi des romans et surtout Gil Blas en 1864. Cette même année sa toile La Mort de Christophe Colomb obtient une mention honorifique spéciale à l'exposition nationale des beaux-arts. Cependant l'artiste vit dans la gêne et il s'installe définitivement en France à partir de 1871.
Il collabore alors avec succès à plusieurs revues illustrées éditées à Paris.
Francisco Ortego meurt à Colombes le 12 octobre 1881.

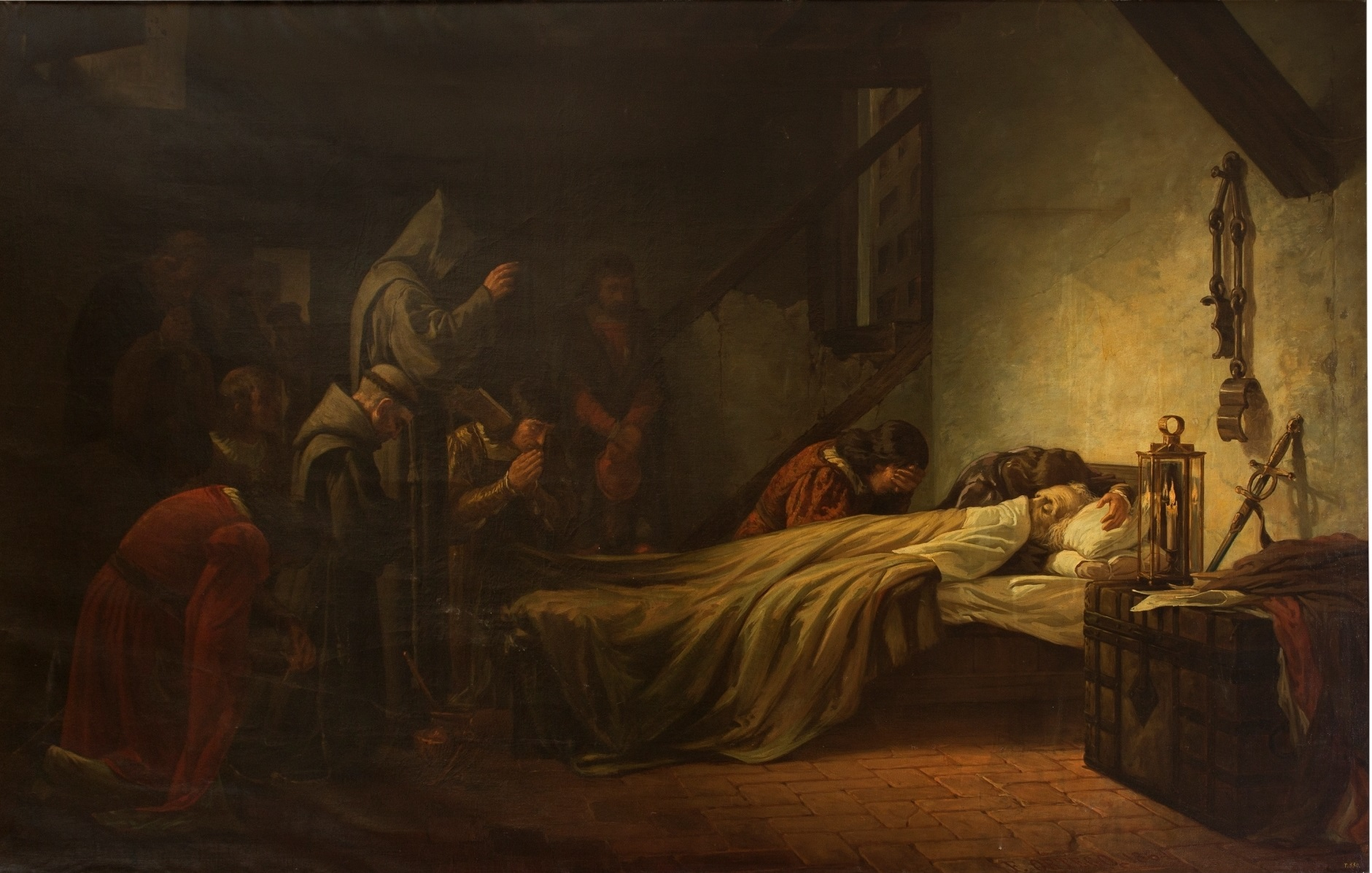
Muerte de Crístóbal Colón (1864, musée du Prado).